# Josef Byrtus
Josef Byrtus (ur. 1941, zm. 2019) – czeski polityk i dyplomata.

## Życiorys
Ukończył studia na Wydziale Prawa Uniwersytetu Karola w Pradze oraz w Wyższej Szkole Ekonomicznej w Pradze. Szereg lat pracował w resorcie budownictwa Moraw. Następnie był urzędnikiem w Ministerstwie do spraw Polityki Gospodarczej i Rozwoju Republiki Czeskiej, Ministerstwie do spraw Stosunków Międzynarodowych oraz Ministerstwie Spraw Zagranicznych Republiki Czeskiej. Kilkakrotnie był czeskim konsulem generalnym w Polsce. W 1997 odznaczony został Odznaką Honorową „Za zasługi dla Województwa Opolskiego”. Od 1998 jest honorowym obywatelem Katowic. W 2006 otrzymał nagrodę Edukator Roku w kategorii „Mecenat szkolnictwa wyższego" za wspieranie inicjatyw naukowo-badawczych oraz działalność na rzecz współorganizacji międzynarodowych przedsięwzięć edukacyjnych, przyznaną przez Wyższą Szkołę Biznesu w Dąbrowie Górniczej. W 2007 otrzymał z rąk wojewody katowickiego Tomasza Pietrzykowskiego Krzyż Komandorski Orderu Zasługi Rzeczypospolitej Polskiej za wybitne zasługi w rozwoju współpracy polsko-czeskiej. Dyplomata był zaangażowany w tworzenie i rozwój Euroregionu Pradziad. Otrzymał tytuły honorowego obywatelstwa miast Katowic i Jarosławia (22 maja 1998). W 2006 r. został uhonorowany odznaką „Zasłużony dla Miasta Sosnowca”.